# Holtriem

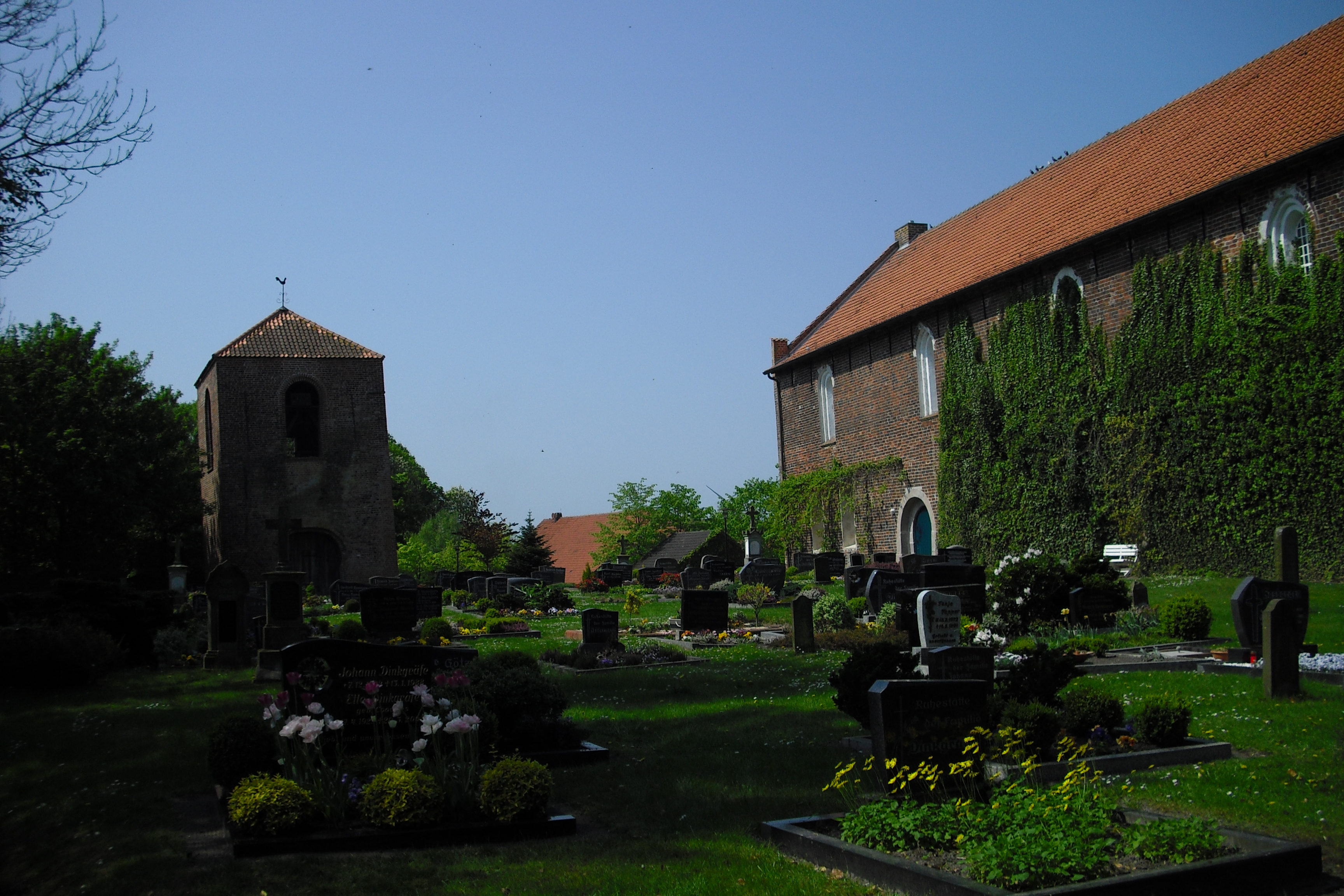
Kyrkan i Westochtersum är från 1200-talet

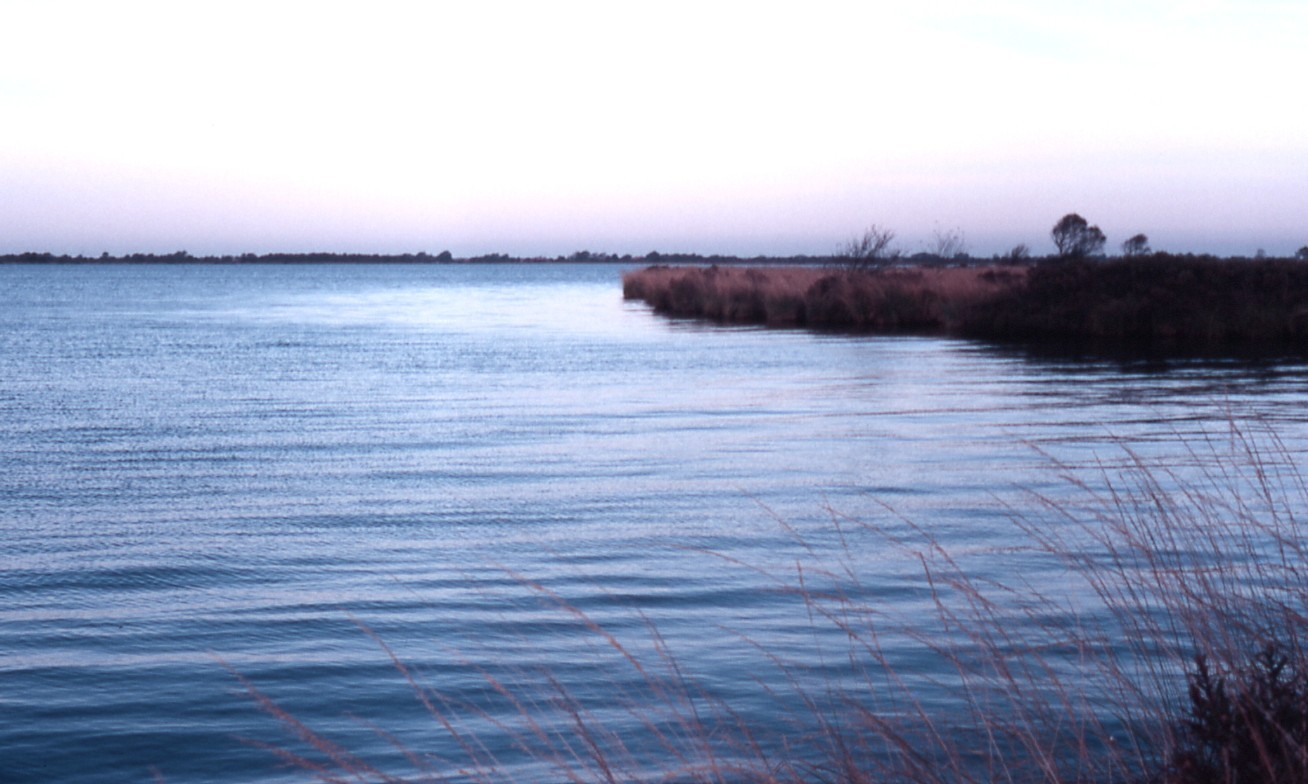
Ewiges Meer

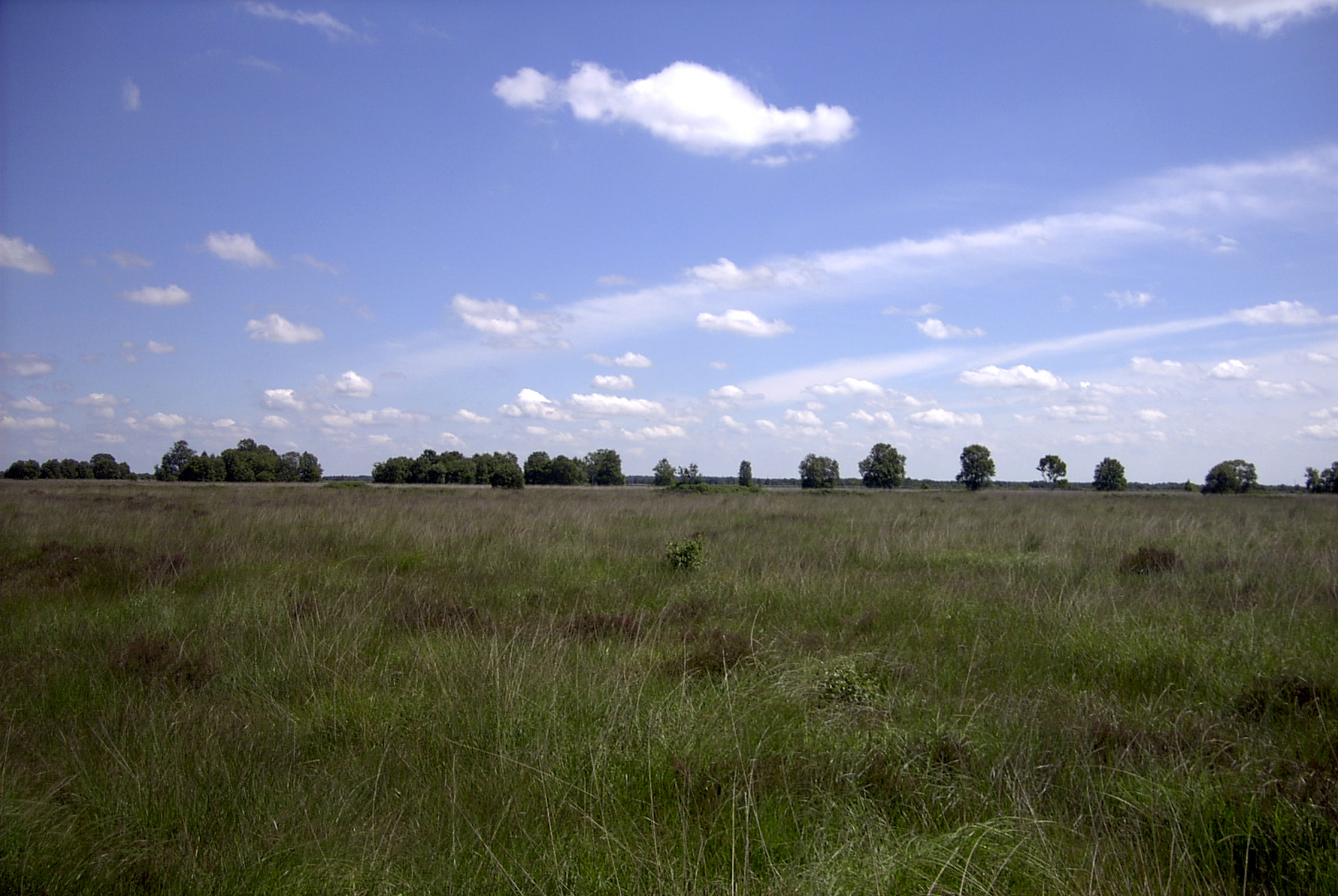
Myrhed vid Ewiges Meer

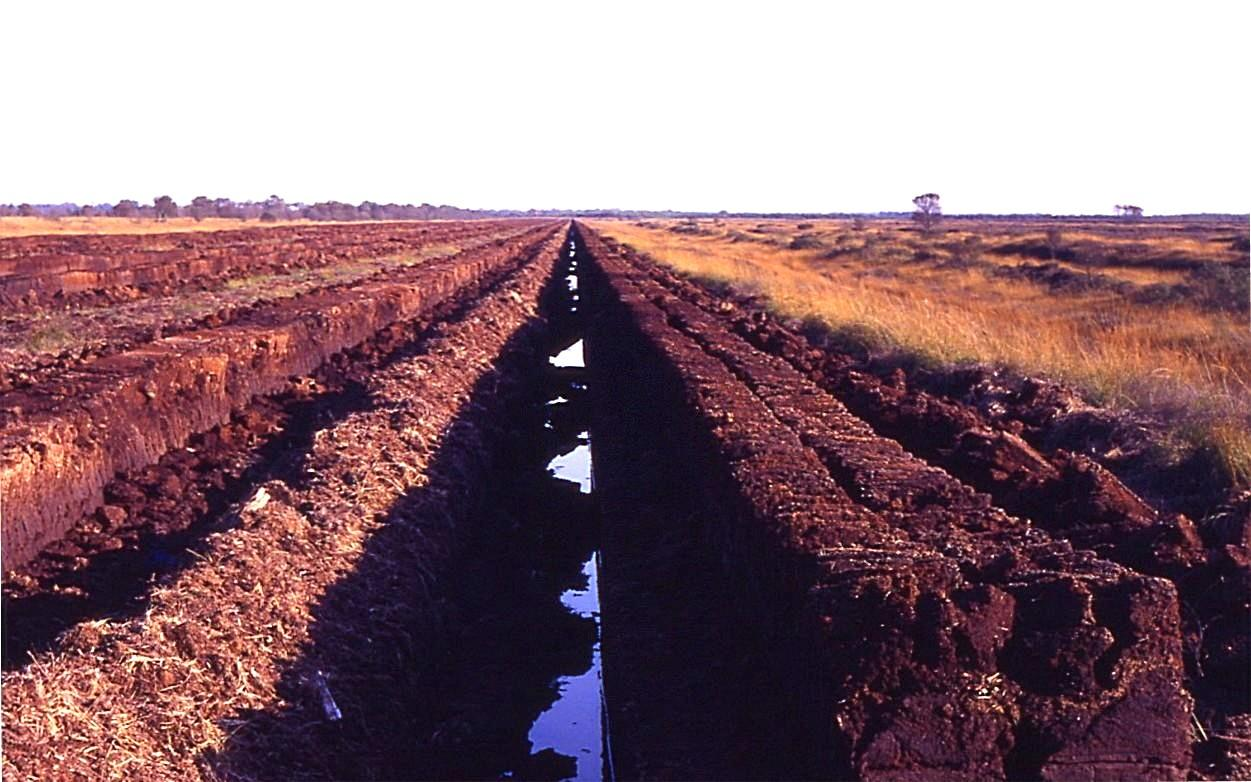
Industriell torvbrytning nära Ewiges Meer

Holtriem är en kommungemenskap i distriktet Wittmund i det historiska landskapet Ostfriesland i den tyska delstaten Niedersachsen. Kommungemenskapen består av åtta mindre kommuner och har sammanlagt ca 9.000 invånare.

## Geografi
Holtriem ligger på det nordtyska låglandet nära Nordsjökusten. Kommungemenskapens förvaltning finns i Westerholt. 
Inom kommungemenskapen finns myrområden, bland vid orten Eversmeer. Där finns Tysklands största myrsjö Ewiges Meer som sedan 1939 är ett naturskyddsområde. 

## Historia
Den nuvarande kommungemenskapen bildades genom Niedersachsens kommunreform år 1972. Området har sedan lång tid kallats Holtriem (området vid skogen, Riem=område, Holt=skog). 
Området Holtriem bebyggdes tidigt. I bland annat Utarp finns gravar från stenåldern. En av de äldsta byggnaderna i Holtriem är St. Maternianikyrkan i Westochtersum som byggdes kring år 1260. Innan skyddsvallar byggdes mot stormfloder från Nordsjön kunde översvämningarna nå fram till kyrkan. Närheten till havet ledde tidigt till landförluster i samband med översvämningar. Orten Westerholt nämns första gången i skrift år 1420. Orten Blomberg grundades genom preussisk kolonisering med början år 1765. 

## Orter i Holtriems kommungemenskap
Kommungemenskapen består av följande åtta kommuner (antal invånare den 30 juni 2005)
- Blomberg (1.502)
- Eversmeer (909)
- Nenndorf (694)
- Neuschoo (1.228)
- Ochtersum (959)
- Schweindorf (667)
- Utarp (664)
- Westerholt (2.390)

## Näringsliv
Kommunens näringsliv präglas av jordbruk och turism. I Schweindorf finns en av Europas största vindkraftsparker. År 1998 producerades där 52,5 megawatt. 